# Massacre du marché de Douma
Ne doit pas être confondu avec Attaque chimique de Douma.
Le massacre du marché de Douma a lieu le dimanche 16 août 2015, lorsque l'armée de l'air syrienne effectue des frappes aériennes sur le marché principal de la ville de Douma, ville de la banlieue nord-est de Damas tenue par les rebelles, à l'heure d'affluence, tuant au moins 96 personnes et en blessant au moins 200 autres, 500 selon Amnesty international,,. Il s'agit de l'une des attaques les plus meurtrières de la guerre civile syrienne.

## Le bombardement

### Contexte
En 2015, le marché de la rue principale est un centre névralgique de Douma, la plus importante ville de la Ghouta orientale, banlieue de Damas assiégée depuis près de 2 ans, car il est devenu le principal lieu permettant aux populations assiégées d'acheter chaque jour de la nourriture, produite sur place ou transitant par des réseaux de trafic d'approvisionnement via des tunnels vers Jobar et Damas. Les réseaux d'électricité et d'eau ayant également été coupés, les vivres, sans congélateurs ni réfrigérateurs, ne se conservent pas. Le marché, qui ne dure que quelques heures pour des raisons de sécurité, est donc régulièrement la cible de frappes du régime, qui veut soumettre la population à fuir et se rendre. Le 12 août, 4 jours avant le massacre, une frappe aérienne tue 35 personnes au même endroit,.

### Déroulement
Selon l'Observatoire syrien des droits de l'homme, quatre missiles distincts sont tirés lors des frappes, qui ont touché le marché principal de la ville à l'heure d'affluence. Les frappes aériennes initiales sont suivies peu de temps après par des missiles sol-sol qui touchent les personnes qui s'étant précipitées sur les lieux pour porter secours,.
Les corps de soixante des victimes du massacre sont enterrés dans deux fosses communes dans la nuit du 16 août, afin d'éviter de nouvelles attaques lors de rassemblement pour des funérailles.

### Pertes humaines
Les frappes aériennes ont fait une centaine de morts directs, essentiellement civils, et plusieurs centaines de blessés, 500 selon Amnesty international.

## Réactions
Rami Abdel Rahmane, directeur de l'Observatoire syrien des droits de l'homme, décrit les frappes aériennes comme « un réel massacre, qui a été commis délibérément ». Une source militaire syrienne affirme à Reuters que l'armée de l'air a mené des frappes sur Douma et Harasta, la ville voisine, qui visaient le siège du groupe rebelle Jaysh al-Islam. 
Le groupe d'opposition politique syrien basé en Turquie, la Coalition nationale des forces de l'opposition et de la révolution, déclare que l'attaque visait à faire autant de victimes civiles que possible.
Stephen O'Brien, le plus haut responsable humanitaire des Nations unies, se dit horrifié par les attaques et réitère que « les attaques contre les civils sont illégales, inacceptables et doivent cesser ». Jeffrey Feltman, le chef politique de l'ONU, déclare au Conseil de sécurité des Nations unies que l'attaque de dimanche « serait encore un crime de guerre de plus dont les perpétrateurs doivent être tenus responsables ». L'envoyé des Nations unies, Staffan de Mistura qualifie les attaques d'« inacceptables », ce à quoi la Syrie répond en l'accusant de « s'éloigner de la neutralité ».
Le massacre est également condamné par le Royaume-Uni, la France, l'Allemagne et le Qatar.

### Déclarations officielles
- Qatar – Le ministère qatari des Affaires étrangères déclare dans un communiqué « que l'entêtement du régime d'Assad de continuer à commettre des crimes contre des civils innocents au mépris flagrant de la conscience humaine et du droit international augmente la complexité de la crise syrienne et met des obstacles importants à la recherche d'une solution politique ». Cela entrave également les efforts internationaux pour parvenir à une transition politique basée sur la déclaration de Genève du 30 juin 2012 »[15].
- Nations unies - Rupert Colville, porte-parole du Haut Commissaire des Nations Unies aux droits de l'homme, déclare dans un communiqué de presse que les attaques « pourraient constituer un crime de guerre pour lequel des individus peuvent être tenus pénalement responsables »[16].
- États-Unis - Le Département d'État des États-Unis, qui publie un communiqué de presse déclarant que les attaques « démontrent le mépris du régime [Assad] pour la vie humaine »[17].